# Propionyl-coenzyme A
La propionyl-coenzyme A, généralement écrite propionyl-CoA, est un thioester de la coenzyme A et d'acide propionique. Il est notamment produit au cours du métabolisme de la valine, de l'isoleucine et de l'α-cétoglutarate (lui-même issu de la dégradation de la thréonine et de la méthionine) et résulte également de la β-oxydation d'acides gras à nombre impair d'atomes de carbone.
Chez les mammifères, la propionyl-CoA est convertie en méthylmalonyl-CoA par condensation avec un anion bicarbonate HCO3− et hydrolyse d'une molécule d'ATP en ADP et phosphate inorganique Pi sous l'action de la propionyl-coenzyme A carboxylase, une enzyme nécessitant de la biotine comme coenzyme. La méthylmalonyl-CoA est convertie de l'énantiomère S à la forme R sous l'action de la méthylmalonyl-coenzyme A racémase, puis en succinyl-CoA par la méthylmalonyl-coenzyme A mutase.
Chez les insectes et les végétaux, la propionyl-CoA est plutôt dégradée en acétate à travers un mécanisme qui n'est pas entièrement élucidé, semblable à la β-oxydation.